# Rastičevsko jezero
Rastičevsko ili Blagajsko jezero nalazi se u Bosni i Hercegovini između naselja, Rastičevo i Blagaja. Smješteno je u sjeverozapadnom dijelu Rastičevskog polja, oko 20 km od Kupresa. Nalazi se na nadmorskoj visini od 1.142 metra. Jezero je dugačko oko 180 metara, široko oko 130 metara, a najveća dubina jezera je 16,5 metara.